# Emil Salomonsson
Emil Salomonsson (Örkelljunga, 28 april 1989) is een Zweedse profvoetballer die als verdediger voor IFK Göteborg en het Zweeds voetbalelftal speelt.
Salomonsson begon met voetballen bij Ekets GoIF en verhuisde daarna naar Ängelholms FF in 2004. In 2008 nam Halmstads BK hem over van Angelsholm, maar liet hem daar op huurbasis alsnog blijven dat jaar. In het seizoen 2009 maakte hij zijn eerste minuten voor Halmstad en werd hij zowel als rechtsback als vleugel aanvaller gebruikt.
Op 11 augustus 2011 werd bekend dat Salomonsson had getekend bij IFK Göteborg.
| seizoen | club         | land   | competitie  | wed. | goals |
| ------- | ------------ | ------ | ----------- | ---- | ----- |
| 2011    | Halmstads BK | Zweden | Allsvenskan | 23   | 4     |
| 2011    | IFK Göteborg | Zweden | Allsvenskan | 6    | 1     |
| 2012    | IFK Göteborg | Zweden | Allsvenskan | 27   | 0     |
| 2013    | IFK Göteborg | Zweden | Allsvenskan | 29   | 0     |
| 2014    | IFK Göteborg | Zweden | Allsvenskan | 24   | 3     |
| 2015    | IFK Göteborg | Zweden | Allsvenskan | 30   | 5     |
| 2016    | IFK Göteborg | Zweden | Allsvenskan | 29   | 7     |
| 2017    | IFK Göteborg | Zweden | Allsvenskan | 28   | 3     |
| 2018    | IFK Göteborg | Zweden | Allsvenskan | 29   | 1     |

## Erelijst
IFK Göteborg
- Zweedse voetbalbeker

2012/13, 2014/15